# Główny Inspektorat Ochrony Środowiska
Główny Inspektorat Ochrony Środowiska – urząd polskiej administracji rządowej wykonujący zadania Głównego Inspektora Ochrony Środowiska.

## Główny Inspektor Ochrony Środowiska
Główny Inspektor Ochrony Środowiska to centralny organ powoływany przez Prezesa Rady Ministrów i nadzorowany przez Ministra Klimatu. Kieruje działalnością Inspekcji Ochrony Środowiska. Do przełomu lat 1998/1999 miał rangę zastępcy ministra.

## Kierownictwo[2]
- Hanna Kończal – Główny Inspektora Ochrony Środowiska
- Anna Dębowiec – I Zastępca Głównego Inspektora Ochrony Środowiska[3]
- vacat – II Zastępca Głównego Inspektora Ochrony Środowiska
- Damian Jakubik – Dyrektor Generalny Głównego Inspektoratu Ochrony Środowiska

## Struktura
Zgodnie z obowiązującym od 2020 statutem, w skład GIOŚ wchodzą:
- Departament Inspekcji
- Departament Kontroli Odpadów
- Departament Transgranicznego Przemieszczania Odpadów
- Departament Monitoringu Środowiska
- Departament Zwalczania Przestępczości Środowiskowej
- Departament Prawny
- Departament Administracyjno-Finansowy
- Departament Informatyzacji
- Centralne Laboratorium Badawcze
- Krajowe Laboratorium Referencyjne do spraw jakości powietrza atmosferycznego
- Krajowe Laboratorium Referencyjne do spraw jakości wód powierzchniowych
- Biuro Dyrektora Generalnego
- Zespół do spraw Kontroli i Audytu.

Wcześniej GIOŚ tworzyły inne jednostki. W 1999 były to:
- Zespół Inspekcji i Orzecznictwa
- Zespół Monitoringu
- Zespół Przeciwdziałania Nadzwyczajnym Zagrożeniom Środowiska
- Zespół Organizacyjny
- Zespół Ekonomiczno-Administracyjny.

Od 2023 przy GIOŚ funkcjonuje rada naukowa.

## Inspekcja Ochrony Środowiska
Inspekcja Ochrony Środowiska to dwuinstancyjna instytucja, podległa ministrowi właściwemu ds. środowiska, składająca się z Głównego Inspektoratu Ochrony Środowiska i 16 wojewódzkich inspektoratów.

### Kompetencje Inspekcji Ochrony Środowiska[7]
Kompetencje Inspekcji Ochrony Środowiska na poziomie ustawowym zostały określone m.in. w następujących aktach prawnych:
- ustawie z dnia 20 lipca 1991 r. o Inspekcji Ochrony Środowiska
- ustawie z dnia 27 kwietnia 2001 r. – Prawo ochrony środowiska
- ustawie z dnia 20 lipca 2017 r. – Prawo wodne
- ustawie z dnia 3 października 2008 r. o udostępnianie informacji o środowisku i jego ochronie, udziale społeczeństwa w ochronie środowiska oraz o ocenach oddziaływania na środowisko
- ustawie z dnia 13 kwietnia 2007 r. o zapobieganiu szkodom w środowisku i ich naprawie
- ustawie z dnia 27 kwietnia 2001 r. o odpadach
- ustawie z dnia 29 czerwca 2007 r. o międzynarodowym przemieszczaniu odpadów
- ustawie z dnia 20 stycznia 2005 r. o recyklingu pojazdów wycofanych z eksploatacji
- ustawie z dnia 29 lipca 2005 r. o zużytym sprzęcie elektrycznym i elektronicznym
- ustawie z dnia 24 kwietnia 2009 r. o bateriach i akumulatorach
- ustawie z dnia 10 lipca 2008 r. o odpadach wydobywczych
- ustawie z dnia 15 maja 2015 r. o substancjach zubożających warstwę ozonową oraz o niektórych fluorowanych gazach cieplarnianych.

## Historia
Stanowisko Głównego Inspektora Ochrony Środowiska powołano w Rozporządzeniu Rady Ministrów z dnia 30 września 1980 r. w sprawie Państwowej Inspekcji Ochrony Środowiska oraz wykonywania kontroli w zakresie ochrony środowiska. Wówczas na mocy nowej ustawy o ochronie i kształtowaniu środowiska została powołana jednoinstancyjna inspekcja, która podlegała ministrowi ochrony środowiska, zasobów naturalnych i leśnictwa pod nazwą Państwowa Inspekcja Ochrony Środowiska (PIOŚ).
Główny Inspektorat Ochrony Środowiska jako urząd wykonujący zadania Głównego Inspektora Ochrony Środowiska odrębny od struktur wojewódzkich powołano w pierwszych latach transformacji ustrojowej Polski. W 1991 weszła w życie ustawa o Państwowej Inspekcji Ochrony Środowiska, na mocy której nastąpiło połączenie kadr, mienia i zaplecza technicznego jednostek organizacyjnych PIOŚ i Ośrodków Badań i Kontroli Środowiska. Powstała jednolita, dwuinstancyjna instytucja podległa ministrowi właściwemu ds. środowiska. Od tego momentu realizacja ustawowych zadań Inspekcji należała do Głównego Inspektora Ochrony Środowiska i 49 wojewódzkich inspektorów ochrony środowiska. W ten sposób wdrożono jednolity system kontroli przestrzegania prawa ochrony środowiska oraz badania stanu środowiska w skali całego kraju.
W lipcu 1998 roku Sejm RP, w ramach reformy ustrojowej państwa, znowelizował ustawę o Państwowej Inspekcji Ochrony Środowiska. Jednocześnie wojewódzkie inspektoraty ochrony środowiska weszły w skład wojewódzkiej administracji zespolonej. W 34 miastach powstały delegatury wojewódzkich inspektoratów ochrony środowiska podporządkowane 16 nowym wojewódzkim inspektorom. Wyodrębniono ponadto 32 laboratoria. 
Od 1 stycznia 2019 r. zadania związane z państwowym monitoringiem środowiska zostały przeniesione z kompetencji wojewódzkich inspektorów ochrony środowiska na kompetencje głównego inspektora. W ten sposób pracownicy inspektoratów wojewódzkich zajmujący się monitoringiem stali się pracownikami Departamentu Monitoringu GIOŚ. Wojewódzkie laboratoria z kolei stały się jednostkami Centralnego Laboratorium Badawczego GIOŚ.
Na przełomie 2020 i 2021 GIOŚ zmienił siedzibę, przenosząc się z dawnego gmachu Dyrekcji Naczelnej Lasów Państwowych przy ul. Wawelskiej 52/54 w Warszawie do dawnego gmachu Instytutu Badawczego Leśnictwa przy ul. Bitwy Warszawskiej 1920 r. 3.

### Główni Inspektorzy Ochrony Środowiska
- Andrzej Walewski (1989–1998[11])
- Teresa Warchałowska (1999–2000[12])
- Andrzej Ruraż-Lipiński (2000–2001)[12][13]
- Waldemar Krajewski (p.o., 2001)[13]
- Krzysztof Zaręba[14] (2001–2005)
- Wojciech Stawiany (2005–2006[15])
- Marek Haliniak (2006–2008 i 2016–2018[16])
- Andrzej Jagusiewicz (2008–2015[17])
- Jerzy Kuliński (2015[18])
- Roman Jaworski (2016, p.o.)
- Paweł Ciećko (2018–2020[19])
- Marek Chibowski (2020–2021, p.o.[20])
- Michał Mistrzak (2021[21]– 2022)
- Magda Gosk (2022–2023, p.o.)
- Krzysztof Gołębiewski (2023)[22][23]
- Damian Jakubik (2023–2024, p.o.)
- Joanna Piekutowska (2024)[24]
- Anna Dębowiec (2024–2025, p.o.)[25]
- Hanna Kończal (od 2025)[26]